# Севажайр
Севажайр (вірм. Սևաժայռ) — село в марзі Вайоц-Дзор, на півдні Вірменії. Село розташоване на північний схід від адміністративного центру регіона — міста Єхегнадзора. Село підпорядковується сільраді сусіднього села Вардаовіт.